# هيرنان بيرنارديلو
هيرنان داريو بيرنارديلو (بالإسبانية: Hernán Darío Bernardello)‏ (مواليد 3 أغسطس 1986 في روساريو - الأرجنتين) لاعب كرة قدم أرجنتيني يلعب حاليا لصالح نادي الدرجة الأولى ألمرية الإسباني منذ 2009 في مركز الوسط المدافع .

## مسيرته الكروية
لعب هيرنان بيرنارديلو خلال مسيرته الاحترافية مع 8 أندية في ثمانية عشر موسمًا وسجل خلالها 8 أهداف ضمن 345 مباراة. ولم يفز بأي موسم بالكأس أو بالدوري.
خاض هيرنان بيرنارديلو مسيرته مع FC Barcelona (beach soccer) ‏ في موسم 2006–07 في المرة الأولى لمدة موسم واحد ثم في موسم 2015 واستمر معه طيلة ثلاثة مواسم ثم في موسم 2017–18 ولمدة موسمين، مشاركًا طوالها في 123 مباراة سجل خلالها 3 أهداف. ثم انتقل إلى نادي ألميريا في موسم 2009–10 واستمر معه طيلة ثلاثة مواسم، حيث شارك في 100 مباراة سجل خلالها هدفين. لينتقل بعدها إلى نادي أتليتيكو كولون في موسم 2012–13 لمدة موسم واحد، مشاركًا في 25 مباراة سجل خلالها هدفًا واحدًا. ثم انتقل إلى نادي مونتريال إمباكت في عامي 2013-2015 في المرة الأولى ولمدة موسمين ثم في عامي 2016-2018 ولمدة موسمين، مشاركًا طوالها في 52 مباراة سجل خلالها هدفًا واحدًا أيضًا. هذا وانتقل لاحقًا إلى نادي كروز آزول في موسم 2014–15 لمدة موسم واحد، مشاركًا في 8 مباريات ولم يسجل أي هدف. ثم انتقل بعدها إلى نادي ديبورتيفو ألافيس في موسم 2015–16 لمدة موسم واحد، مشاركًا في 13 مباراة سجل خلالها هدفًا واحدًا. ليعود وينتقل من جديد، لكن هذه المرة إلى نادي غودوي كروز في موسم 2018–19 لمدة موسم واحد، مشاركًا في 6 مباريات ولم يسجل أي هدف. لينتقل بعدها إلى نادي أتليتيكو بيلغرانو في موسم 2019–20 لمدة موسم واحد، مشاركًا في 18 مباراة ولم يسجل أي هدف أيضًا.

## روابط خارجية
- هيرنان بيرنارديلو على موقع الاتحاد الدولي (مؤرشف)  (الإنجليزية)
- هيرنان بيرنارديلو على موقع الدوري الأمريكي (الإنجليزية)
- هيرنان بيرنارديلو على موقع قاعدة بيانات كرة القدم.إي يو (الإنجليزية)
- هيرنان بيرنارديلو على موقع ناشيونال فوتبول تيمز (الإنجليزية)
- هيرنان بيرنارديلو على موقع Soccerbase.com (لاعب) (الإنجليزية)
- هيرنان بيرنارديلو على موقع Soccerway.com (الإنجليزية)
- هيرنان بيرنارديلو على موقع كووورة
- هيرنان بيرنارديلو على موقع AS.com (الإسبانية)